# Breakfast in America (chanson)
Singles de Supertramp
The Logical Song
(1979) Goodbye Stranger
(1979)
Pistes de Breakfast in America
Goodbye Stranger Oh Darling
Breakfast in America est une chanson de Supertramp écrite par Roger Hodgson, mais créditée Davies/Hodgson. Elle apparaît sur l'album du même nom Breakfast in America, en 1979, et sort en single la même année.
Après le départ de Roger Hodgson, le titre fut interprété sur scène par Mark Hart. Depuis la reformation du groupe en 2010, c'est désormais Jesse Siebenberg qui en assure le chant.

## Musiciens

### Supertramp
- Roger Hodgson : chant, chœurs, piano, harmonium et guitare électrique
- Rick Davies : chœurs
- John Helliwell : clarinette, chœurs
- Dougie Thomson : basse
- Bob Siebenberg : batterie et cymbales d'orchestre

### Musiciens additionnels
- Slyde Hyde :  trombone, tuba
- Personne non créditée : piano bastringue et glockenspiel

## Classement hebdomadaire
| Classement                             | Meilleure position |
| -------------------------------------- | ------------------ |
| Allemagne (Media Control AG)           | 23                 |
| Autriche (Ö3 Austria Top 40)           | 16                 |
| Belgique (Flandre Ultratop 50 Singles) | 18                 |
| États-Unis (Hot 100)                   | 62                 |
| Royaume-Uni (UK Singles Chart)         | 9                  |